# Gregorio Allegri
Gregorio Allegri (1582 Řím – 17. února 1652 tamtéž) byl italský kněz, skladatel a tenorista.
Od roku 1591 byl Gregorio Allegri dětským zpěvákem sboru při kostele San Luigi dei Francesi a jako jeho bratr Domenico Allegri (1585–1629) žákem Giovanniho Marii Nanina. Po svém vysvěcení na kněze byl v letech 1607 až 1621 kapelníkem dómu ve Fermu. Od roku 1629 až do své smrti byl zpěvákem papežské kapely ve službách papeže Urbana VIII.
Jeho nejznámější skladbou je devítihlasé Miserere, které v průběhu let zaznamenalo množství dodatečných vlivů a změn. Skladba byla prováděna do roku 1870 každoročně během Pašijového týdne v Sixtinské kapli a nesměla být kopírována ani prováděna v jiné dny. Prý ji zde při jedné návštěvě roku 1770 uslyšel Wolfgang Amadeus Mozart a pak si ji zpaměti zapsal. První zveřejnění díla z roku 1771 pochází od Charlese Burneyho. Z nových archivních nálezů je však zřejmé, že Allegriho Miserere znal o desetiletí dříve také česko-saský barokní skladatel Jan Dismas Zelenka, který skladbu pro vlastní drážďanskou praxi upravil. Jak se ke skladbě dostal on, není jasné. Jeho kopie patří k nejstarším záznamům této skladby mimo Řím a Vídeň. 
Miserere ovlivnila Johanna Wolfganga Goetha a Felixe Mendelssohna Bartholdyho. 

## Další díla (výběr)
- Concertini, 2–5-hlasé s basso continuo, libro I, Řím 1618, ztraceno
- Concertini, 2–5-hlasé s basso continuo, libro II, Řím 1619
- Sammlung Motecta, 2–6-hlasé, Řím 1621
- Sinfonia a 4, in Musurgia universalis od Athanasia Kirchera, Řím 1650
- Il salmo Miserere mei Deus, 9-hlasé
- Missa Che fa oggi il mio sole, 8-hlasé
- Missa Christus resurgens, 8-hlasé
- Missa In lectulo meo, 8-hlasé
- Missa Salvatorem exspectamus, 6-hlasé
- Missa Vidi turbam magnam, 6-hlasé
- 2 Lamentationes Jeremiae prophetae, kolem roku 1640; 1651
- Te Deum, 8-hlasé
- Laudate regem, 8-hlasé
- více než 20 dalších motet